# PCL-181
PCL-181 ist eine in der Volksrepublik China entwickelte, selbstfahrende Haubitze auf Rad-Chassis im Kaliber 155 mm. Die Exportbezeichnung lautet SH-15.

## Entwicklungsgeschichte
Die PCL-181 stellt eine Weiterentwicklung der auf Lastwagen montierten Selbstfahrlafetten SH-1 und SH-2 aus dem Jahr 2006 dar, die vorwiegend für den Export bestimmt waren. Die PCL-181 wurde erstmals 2017 bei der Volksbefreiungsarmee in Dienst genommen. Die taktische Rolle des PCL-181 entspricht der aus Frankreich stammenden Selbstfahrhaubitze CAESAR. Es wurde erstmals 2019 der Öffentlichkeit vorgeführt. Hersteller des Waffensystems ist Norinco.

## Technik
Das Fahrzeug des Artilleriesystems basiert auf dem schweren Lastwagen Shaanxi SX250. Es ist dreiachsig und verfügt über einen wassergekühlten Dieselmotor mit rund 235 kW. Es erreicht eine Höchstgeschwindigkeit von 90 km/h. Das Gewicht des Gesamtsystems beträgt 25 Tonnen. Das Fahrzeug ist nicht amphibisch, es soll aber Furten bis zu einer Tiefe von 1,2 Meter durchqueren können.
Beim Geschütz handelt es sich um eine Haubitze mit dem Kaliber 155 mm und 52 Kaliberlängen (L/52) die auch bei der PLZ-05 verwendet wird. Mit Standardgeschossen werden Schussdistanzen von 25–30 km erreicht. Mit reichweitegesteigerten Geschossen wie RAP (Rocket-Assisted Projectile), HEER (High Explosive Extended Range) und ERFB (Extended-Range-Full-Bore-Geschoss) soll die maximale Schussdistanz rund 50 km betragen. Die Besatzung der Selbstfahrhaubitze beträgt sechs Mann.
Das Geschützsystem kann den Ablauf vom Befehlsempfang über die Schussabgabe bis zum Stellungswechsel in rund einer Minute absolvieren.
Die Mannschaftskabine des PCL-181 ist gegen die Einwirkung von Handfeuerwaffen gepanzert und verfügt über ein ABC-Schutz-System.

## Nutzerstaaten
- Äthiopien – 32[4]
- Pakistan – 54[5]
- Volksrepublik China – 630[6]